# Бастылам
Бастылам (чечен. БӀаьста-лам, что значит «весенняя гора») — горная вершина на одноимённом хребте в Итум-Калинском районе Чеченской Республики.

## Общее описание
Высота над уровнем моря составляет 3179 метра. Находится в верховьях реки Аргун, в междуречье её левых притоков Бастыхи и Гешичу, в пограничной зоне, прилегающей к государственной границе России с Грузией. Ближайший населённый пункт — Итум-Кали.
На склонах горы наблюдаются основные выходы бастыламской свиты, которая сложена глинистыми сланцами, песчаниками, алевролитами, иногда переслаиванием аргиллитов и алевролитов с прослоями и пачками песчаников. На южной экспозиции горы Бастылам горно-луговые альпийские почвы залегают на высотах от 2100 до 2900 м.
У подножия горы напротив ущелья Хачичу располагается башенный комплекс Гимара. По южному склону хребта Бастылам проходит туристический маршрут к Цой-Педе, одному из крупнейших средневековых некрополей на Кавказе. В результате обследований горной территории Бастылама в 2016—2018 годы обнаружены группировки особей серны кавказской, занесённой в Красную Книгу Чеченской Республики.